# Гезинці
45°45′ пн. ш. 17°55′ сх. д. / 45.75° пн. ш. 17.92° сх. д.
Гезинці (хорв. Gezinci) — населений пункт у Хорватії, в Осієцько-Баранській жупанії у складі громади Подравська Мославина.

## Населення
Населення за даними перепису 2011 року становило 33 осіб.
Динаміка чисельності населення поселення:

## Клімат
Середня річна температура становить 11,25 °C, середня максимальна – 25,61 °C, а середня мінімальна – -5,73 °C. Середня річна кількість опадів – 689 мм.
| Клімат поселення                              | Клімат поселення | Клімат поселення | Клімат поселення | Клімат поселення | Клімат поселення | Клімат поселення | Клімат поселення | Клімат поселення | Клімат поселення | Клімат поселення | Клімат поселення | Клімат поселення | Клімат поселення |
| Показник                                      | Січ.             | Лют.             | Бер.             | Квіт.            | Трав.            | Черв.            | Лип.             | Серп.            | Вер.             | Жовт.            | Лист.            | Груд.            |                  |
| Середній максимум, °C                         | 5,91             | 8,01             | 12,48            | 17,20            | 22,60            | 25,61            | 25,14            | 24,61            | 20,22            | 14,92            | 9,22             | 5,04             |                  |
| Середня температура, °C                       | 0,08             | 2,20             | 6,64             | 11,40            | 16,79            | 19,80            | 21,64            | 21,10            | 16,70            | 11,40            | 5,72             | 1,50             |                  |
| Середній мінімум, °C                          | −5,73            | −3,61            | 0,84             | 5,58             | 10,97            | 13,98            | 18,13            | 17,60            | 13,23            | 7,91             | 2,21             | −1,97            |                  |
| Норма опадів, мм                              | 42               | 38               | 40               | 54               | 65               | 87               | 64               | 65               | 55               | 58               | 68               | 53               |                  |
| Середньомісячна швидкість вітру, м/с          | 2.28             | 2.50             | 2.80             | 2.70             | 2.40             | 2.20             | 2.17             | 1.98             | 2.00             | 2.00             | 2.20             | 2.30             |                  |
| Середньомісячна сонячна радіація, кДж/м²·день | 4114             | 6850             | 10793            | 15318            | 19434            | 21490            | 22319            | 20025            | 14754            | 9137             | 4647             | 3438             |                  |
| --------------------------------------------- | ---------------- | ---------------- | ---------------- | ---------------- | ---------------- | ---------------- | ---------------- | ---------------- | ---------------- | ---------------- | ---------------- | ---------------- | ---------------- |
| Джерело:                                      |                  |                  |                  |                  |                  |                  |                  |                  |                  |                  |                  |                  |                  |